# Bundesstraße 249
De Bundesstraße 249 (ook wel B249) is een bundesstraße in Duitse deelstaten en Hessen en Thüringen.
De B249 begint bij Niederhone in het westen van Eschwege, loopt verder via de stad Mühlhausen, om te eindigen ten zuiden van Ebeleben. De B249 is ongeveer 66 km lang.

## Routebeschrijving
Hessen
De B249 begint op de afrit Niederhone in het noordwesten van het stadsdeel Niederhone van Eschwege waar hij aansluit op de B27, kruist de Werra en in loopt Eschwege in waar de B452 aansluit, de weg kruist de Werra en loopt Schwebda, Meinhard, langs Wanfried. Ongeveer 10 kilometer ten oosten van Wanfried ligt de deelstaatgrens met Thüringen.
Thüringen
De B249 loopt door Südeichsfeld, Eigenrieden, Mühlhausen waar zij samenloopt met de B247. De B249 loopt verder door Weinbergen, Körner en Schlotheim. De B249 loopt door Ebeleben waar de B84 aansluit. De B249 eindigt op de B4 bij Sondershausen.
B1 · B3 · B7 · B8 · B9 · B10 · B26 · B27 · B35 · B37 · B38 · B39 · B40 · B41 · B42 · B43 · B43a · B44 · B45 · B47 · B48 · B49 · B50 · B51 · B52 · B53 · B54 · B55 · B55a · B56 · B56n · B57 · B58 · B59 · B61 · B62 · B63 · B64 · B65 · B66 · B66n · B67 · B68 · B70 · B80 · B83 · B84 · B219 · B220 · B221 · B223 · B224 · B225 · B226 · B227 · B228 · B229 · B230 · B231 · B233 · B234 · B235 · B236 · B237 · B238 · B239 · B241 · B249 · B250 · B251 · B252 · B253 · B254 · B255 · B256 · B257 · B258 · B259 · B260 · B261 · B262 · B263 · B264 · B265 · B266 · B267 · B268 · B269 · B270 · B271 · B272 · B274 · B275 · B277a · B278 · B279 · B284 · B288 · B323 · B324 · B326 · B327 · B399 · B400 · B403 · B405 · B406 · B407 · B409 · B410 · B411 · B412 · B413 · B414 · B416 · B417 · B418 · B419 · B420 · B421 · B422 · B423 · B424 · B426 · B427 · B428 · B429 · B448 · B449 · B450 · B451 · B452 · B453 · B454 · B455 · B456 · B457 · B458 · B459 · B460 · B469 · B473 · B474 · B475 · B476 · B477 · B478 · B479 · B480 · B481 · B482 · B483 · B484 · B485 · B486 · B487 · B488 · B489 · B499 · B504 · B506 · B507 · B508 · B509 · B510 · B511 · B513 · B514 · B515 · B516 · B517 · B519 · B520 · B521 · B525 · B528 · B611
B1 · B2 · B4 · B6 · B6n · B7 · B19 · B27 · B62 · B71 · B71n · B79 · B80 · B81 · B84 · B85 · B86 · B87 · B88 · B89 · B90 · B91 · B92 · B93 · B94 · B95 · B96 · B97 · B98 · B99 · B100 · B101 · B107 · B115 · B156 · B169 · B170 · B171 · B172 · B172a · B172b · B173 · B174 · B175 · B176 · B178 · B180 · B181 · B182 · B183 · B183a · B184 · B185 · B186 · B187 · B187a · B188 · B189 · B190 · B190n · B242 · B243 · B244 · B245 · B245a · B246 · B246a · B247 · B248 · B248a · B249 · B250 · B278 · B280 · B281 · B282 · B283 · B285